# Farmakologija
Farmakologija znanost je u kojoj se proučavaju porijekla, fizičke i kemijske osobine, sastavi i djelovanje lijekova, sudbina u organizmu i eliminacija, kao i njihova terapijska uporaba. Obuhvaća farmakodinamiku i farmakokinetiku.
- Lijekovi probavnog sustava i metabolizma
- Lijekovi za liječenje bolesti krvi i krvotvornih organa
- Lijekovi za liječenje bolesti kardiovaskularnog sustava
- Lijekovi za liječenje bolesti kože - dermatici
- Lijekovi za liječenje bolesti urogenitalnog sustava i spolni hormoni
- Hormoni
- Antiinfektivi
- Lijekovi za liječenje zloćudnih bolesti i imunomodulatori
- Lijekovi za liječenje bolesti koštano-mišićnog sustava
- Lijekovi za liječenje bolesti živčanog sustava
- Antiparazitici
- Lijekovi za liječenje bolesti respiratornog sustava
- Oftalmici i otologici
- Ostali lijekovi (V)

## Vanjske poveznice
Mrežna mjesta
- farmakologija Hrvatska enciklopedija
- Hrvatsko društvo farmakologa